# Aquastop

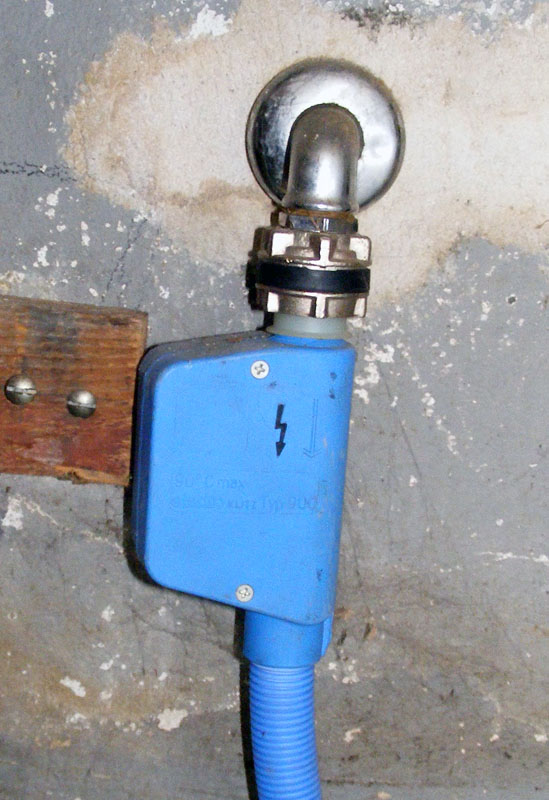
Aquastop, elektrisch, an Spülmaschine: Im blauen Kasten ist ein Magnetventil, über das die Waschmaschinensteuerung den Zulauf sperren kann. Der geriffelte Schlauch ist doppelwandig; wenn der innere Wasserschlauch platzt, gelangt Wasser in den äußeren. Die elektrische Zuleitung zum Ventil befindet sich im Zwischenraum der Schläuche. Teilweise kann über einen Sensor am Boden der Maschine Schaden durch andere Lecks vermieden werden.

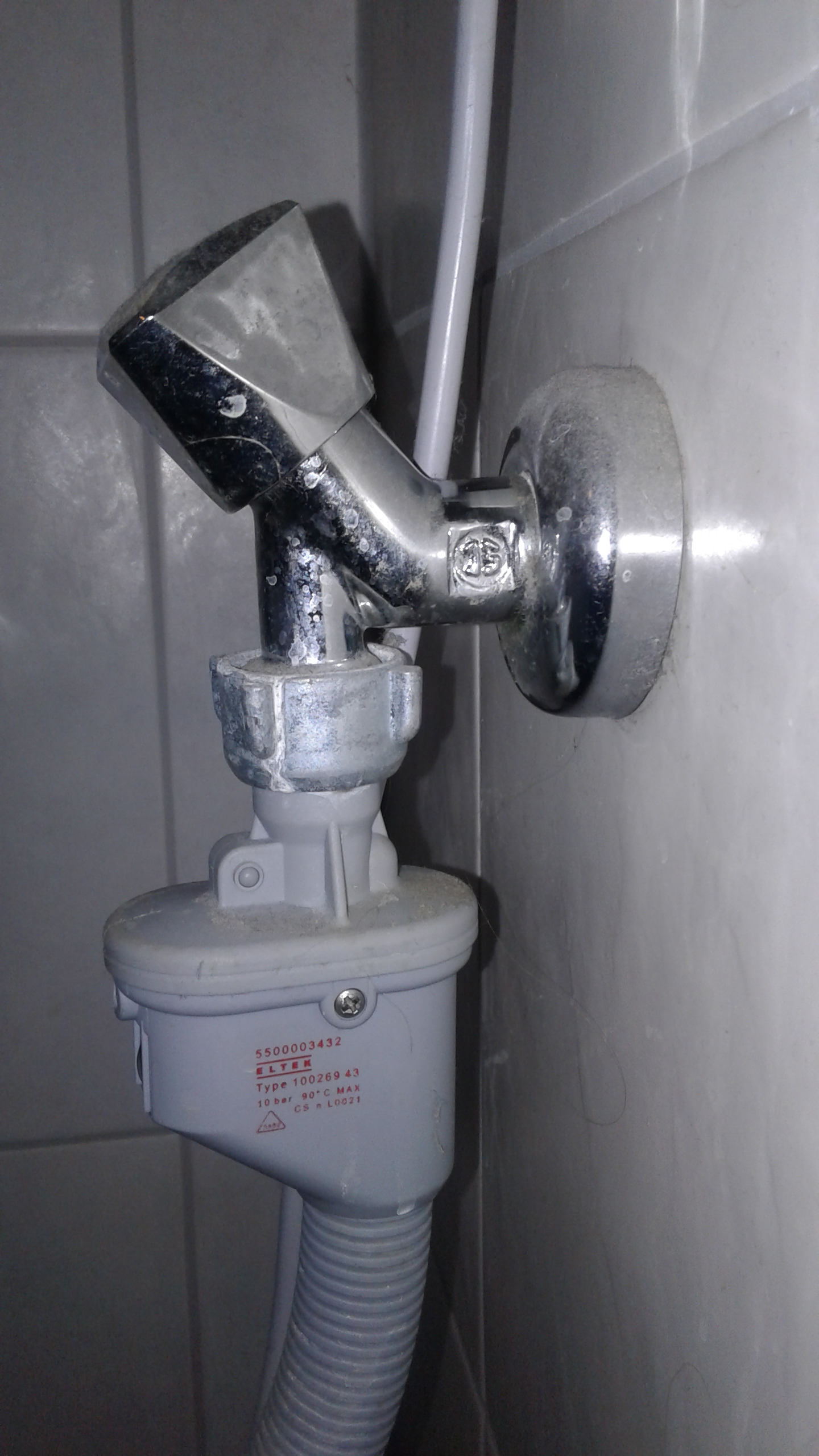
Aquastop an einer Siemens Waschmaschine

Ein Aquastop (auch Schlauchplatzsicherung, Wasserschutz oder AquaSecure) ist ein Sicherheitsmechanismus, der bei einem plötzlichen Wasseraustritt die Wasserzufuhr unterbricht, um weitergehende Wasserschäden zu vermeiden. Von Systemen mit Doppelschlauch oder Auffangwanne mit Wassersensor können auch kleinere Leckagen erkannt werden. Meist geschieht die Absperrung durch ein Absperrventil, das in eine Rohr- oder Schlauchkupplung integriert ist.
Wasserstop-Systeme kommen regelmäßig in technischen Geräten zum Einsatz, die über Schläuche an die feste Wasserinstallation angeschlossen werden. Das typische Einsatzgebiet sind Wasch- und Spülmaschinen im Haushalt. Es gibt verschiedene mechanische und elektrische Systeme, um ein Leck zu erkennen, den Zulauf zu sperren und gegebenenfalls auch austretendes Wasser aufzufangen und abzupumpen.

## Mechanische Systeme
Es gibt drei mechanische Systeme zum Anbringen am Wasserhahn, die in der Regel auch zum Nachrüsten angeboten werden. 

### Schlauchplatzsicherung bei Druckabfall
Hier wird das Platzen oder das Abrutschen des Zuführungsschlauchs vom Hahn durch starken Druckabfall unter einen (einstellbaren) Schwellwert erkannt. Kleinere Schlauchdefekte, aus denen Wasser austritt (oft auch über einen längeren Zeitraum), werden nicht erkannt. Der Trick dabei ist, dass bei normalem Gebrauch das Abfließen des Wassers durch das angeschlossene Gerät gedrosselt wird und sich im Aquastop dadurch ein Wasserdruck aufbaut. Dieser Druck wird im Beispiel des Gebrauchsmusters auf drei Kanäle verteilt. Zusammen mit einer mechanischen Feder bildet sich ein Kräftegleichgewicht im Aquastop, und das Wasser kann fließen. Platzt der Schlauch hinter dem Aquastop, dann fällt der Druck ab, die mechanische Feder verschiebt einen Schieber, und das System wird verschlossen. Diese Lösung findet man hauptsächlich zum Nachrüsten, empfehlenswerter ist aber eine Zählwerksicherung.

### Zählwerksicherung bei Überschreitung einer Höchstmenge
Systeme mit einem kleinen, eingebauten Zählwerk schließen beim Überschreiten einer bestimmten (meist einstellbaren) Wassermenge. Dadurch ist es möglich, auch kleinere Lecks zu erkennen. Der Durchfluss muss jedoch über einer Mindestmenge liegen, die nötig ist, die innere Reibung des Zählwerks zu überwinden und das Turbinenrad des Messwerks in Drehung zu versetzen. Das Zählwerk setzt sich jedes Mal zurück, wenn vor dem Erreichen der Maximalmenge der Durchfluss selbsttätig stoppt, etwa weil die Waschmaschine die benötigte Wassermenge aufgenommen hat. Hat die Sicherung ausgelöst, so kann das Zählwerk von Hand zurückgesetzt werden. Geräte zum Nachrüsten mit einstellbarer Maximalmenge gibt es ab etwa 20 €.

### Doppelmantelschlauch
Ferner gibt es Doppelmantelschlauchsysteme, bei denen selbst Haarrisse im Druckschlauch schnell zu einer Verriegelung des mechanischen Ventils führen: Sie haben einen zusätzlichen äußeren Schlauch, der mit einer Substanz gefüllt ist, die sich bei Kontakt mit Wasser stark ausdehnt. Das System kann so bereits bei tröpfchenweisem Wasserverlust im Zuleitungsschlauch reagieren.

## Elektronische Systeme
Neuere Haushaltsgeräte besitzen häufig ein elektrisches Magnetventil, das erst beim Anliegen einer Spannung öffnet (Eigensicherheit). Mit Netzspannung betriebene Magnetventile verbrauchen meist eine Leistung von 10 bis 30 Watt.

### Watercontrol-System
Dieses System ist mit einem Wasserstandssensor ausgestattet, der den geplanten Wassereinlauf im Gerät ständig kontrolliert. Sobald der normale Wasserstand erreicht wird, wird der Wasserzulauf automatisch gestoppt. Oft sind die Geräte auch mit einer wasserdichten Bodenwanne ausgestattet, die mit einem Feuchtigkeitssensor oder Schwimmerschalter kontrolliert wird. Sobald der Wasserstand in der Bodenwanne eine gewisse Höhe erreicht, z. B. durch Undichtigkeiten, unterbricht der Wassersensor die Stromzufuhr zum Zulaufventil und den Wasserfluss.
Fließt das bei einer Leckage am Schlauch austretende Wasser jedoch nicht in die Bodenwanne des Geräts, so wird der Schaden unter Umständen nicht erkannt. In diesem Fall kann es sinnvoll sein, zusätzlich einen Aquastop-Schlauch zu verwenden.

### Waterproof-System
Dieses System ist eine Weiterentwicklung des Watercontrol-Systems, welches mit einem Doppelmagnetventil ausgestattet wird, so dass bei Defekt eines Ventils noch ein zweites zur Verfügung steht, um den Wasserzulauf zu schließen. Das System ist zusätzlich mit einem Doppelschlauch ausgestattet. Bei einem Defekt des eigentlichen Wasserschlauchs fließt das Wasser durch den Hüllenschlauch in die Bodenwanne der Maschine und wird dort abgepumpt.

### Elektronische Überwachungssysteme – Systeme mit Alarm- und Magnetventilfunktion
Bei elektronischen Überwachungssystemen werden Feuchtigkeitssensoren an zu überwachenden Stellen am Boden befestigt. Die Sensoren registrieren austretendes Wasser und melden die Undichtigkeit an eine Zentraleinheit, wodurch ein Alarm ausgelöst und ein angeschlossenes Magnetventil geschlossen wird. Das Magnetventil kann gegebenenfalls auch zum Absperren des Wasserschlauchs genutzt werden, etwa bei längerer Abwesenheit oder über Nacht.

## Bezeichnungen und Funktionalität
Unabhängig von der konkreten technischen Umsetzung lassen sich die angebotenen Geräte nach ihrer Funktion in drei Kategorien einteilen:
- keine zusätzlichen Schutzfunktionen über die Schlauchplatzsicherung hinaus. Eine gängige Bezeichnung lautet beispielsweise Mehrfachwasserschutz.
- durch einen doppelwandigen Zulaufschlauch lassen sich auch kleine Leckagen erkennen. Gängige Bezeichnungen lauten beispielsweise AquaStop, AquaStop-Schlauch und AquaSecure.
- zusätzlich zum doppelwandigen Zulaufschlauch eine wasserdichte Bodenwanne mit Sensor. Gängige Bezeichnungen lauten beispielsweise AquaStop, AquaStop-System und Totaler AquaStop.

Durch die uneinheitliche Verwendung des Begriffes AquaStop und sonstiger Bezeichnungen ist häufig nicht unmittelbar erkennbar, welche Schutzfunktionen ein bestimmtes Produkt bietet. Einige Hersteller offerieren eine Garantie, welche die Kosten eines Wasserschadens ersetzt, der auf einem Fehler des Systems beruht. Zu beachten sind die einschränkenden Klauseln, denen eine solche Garantie oft unterliegt.